# Doktorn är lös
Doktorn är lös (engelska: Doctor at Large) är en brittisk komedifilm från 1957 i regi av Ralph Thomas.
Filmen bygger på Richard Gordons roman med samma namn.

## Handling
Doktor Simon Sparrow bestämmer sig för att lämna London och tar jobb på en praktik ute på landet.

## Rollista i urval
- Dirk Bogarde - Dr Simon Sparrow
- Muriel Pavlow - Joy Gibson
- Donald Sinden - Tony Benskin
- James Robertson Justice - Sir Lancelot Spratt
- Shirley Eaton - syster McPherson
- Derek Farr - Dr Potter-Shine
- Michael Medwin - Dr Charles Bingham
- Edward Chapman - Wilkins
- George Coulouris -  Pascoe
- Judith Furse - Mrs Digby
- Anne Heywood - Emerald
- Lionel Jeffries - Dr Hatchet
- Mervyn Johns - Smith
- Geoffrey Keen - examinatör
- Barbara Murray - Kitty